# Thelocactus leucacanthus
Thelocactus leucacanthus là một loài thực vật có hoa trong họ Cactaceae. Loài này được (Zucc. ex Pfeiff.) Britton & Rose miêu tả khoa học đầu tiên năm 1923.

## Hình ảnh

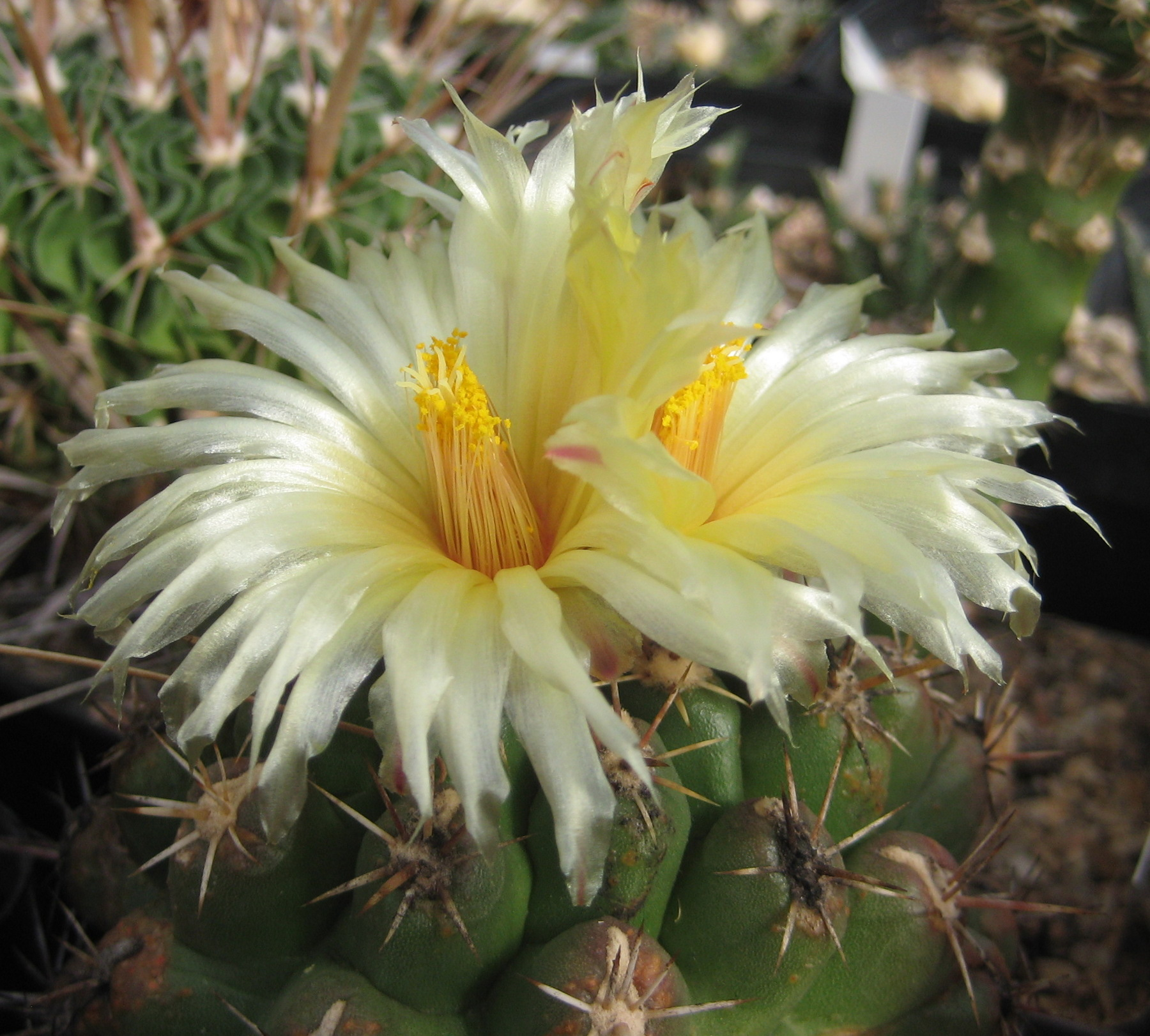
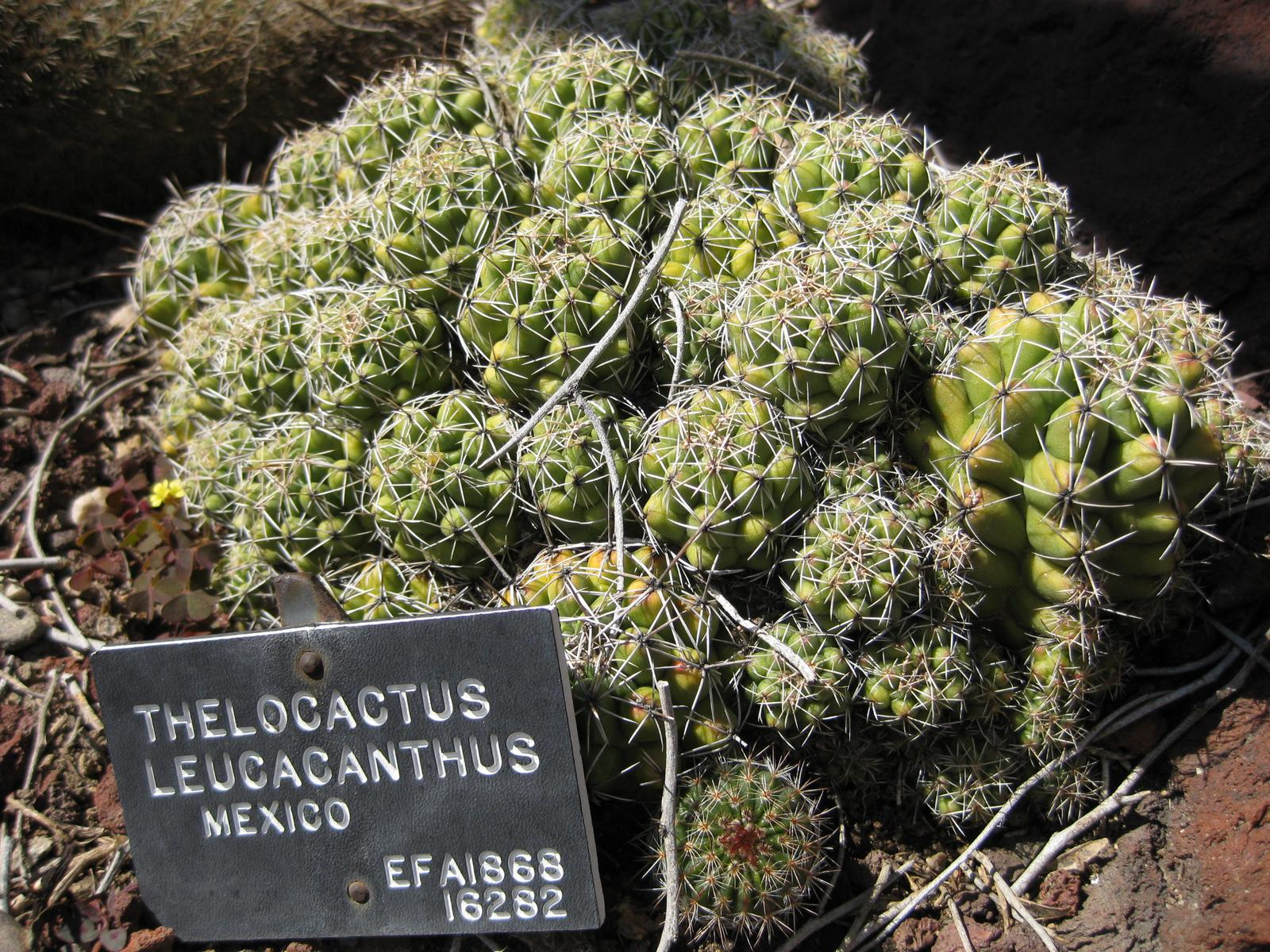
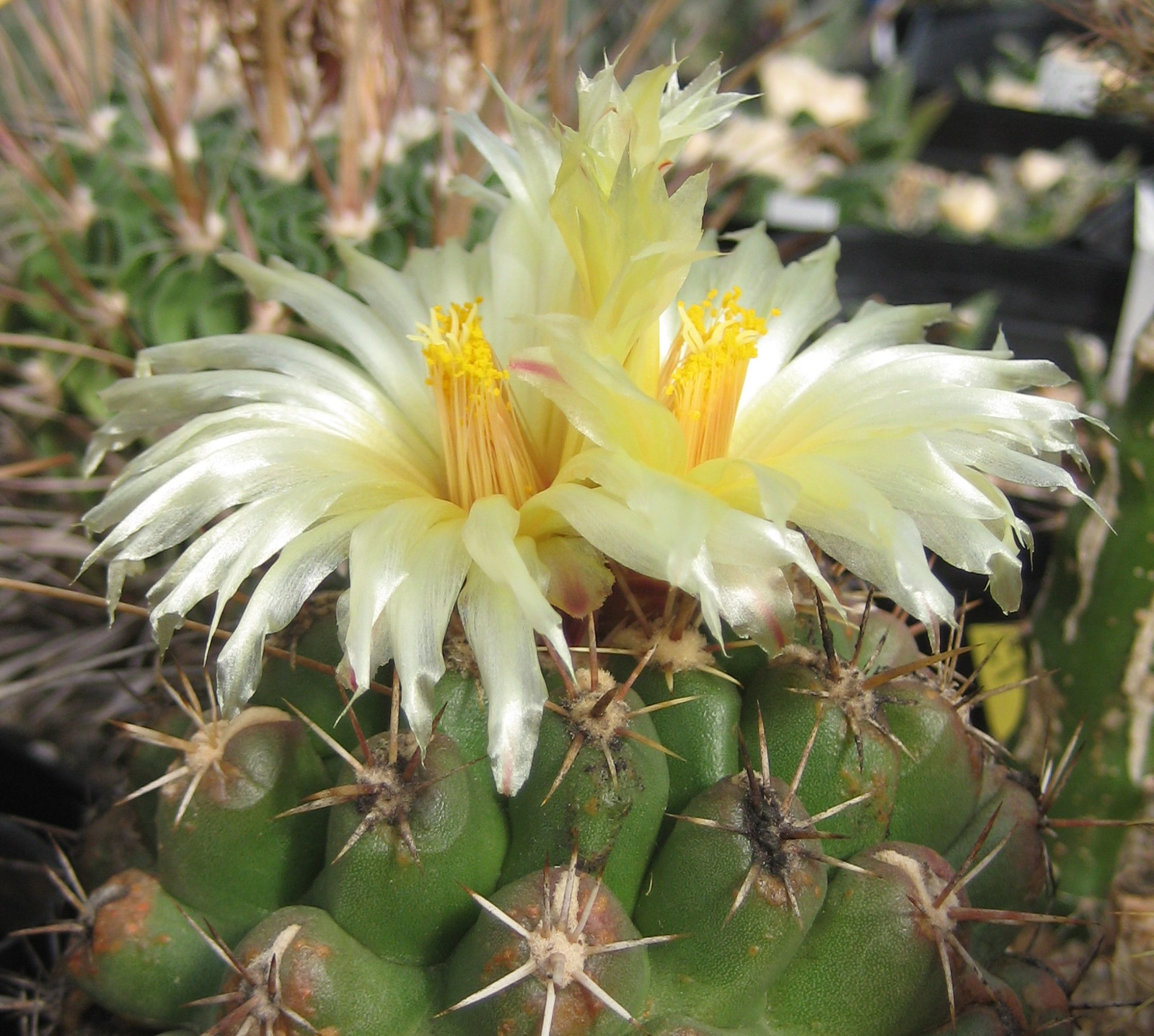
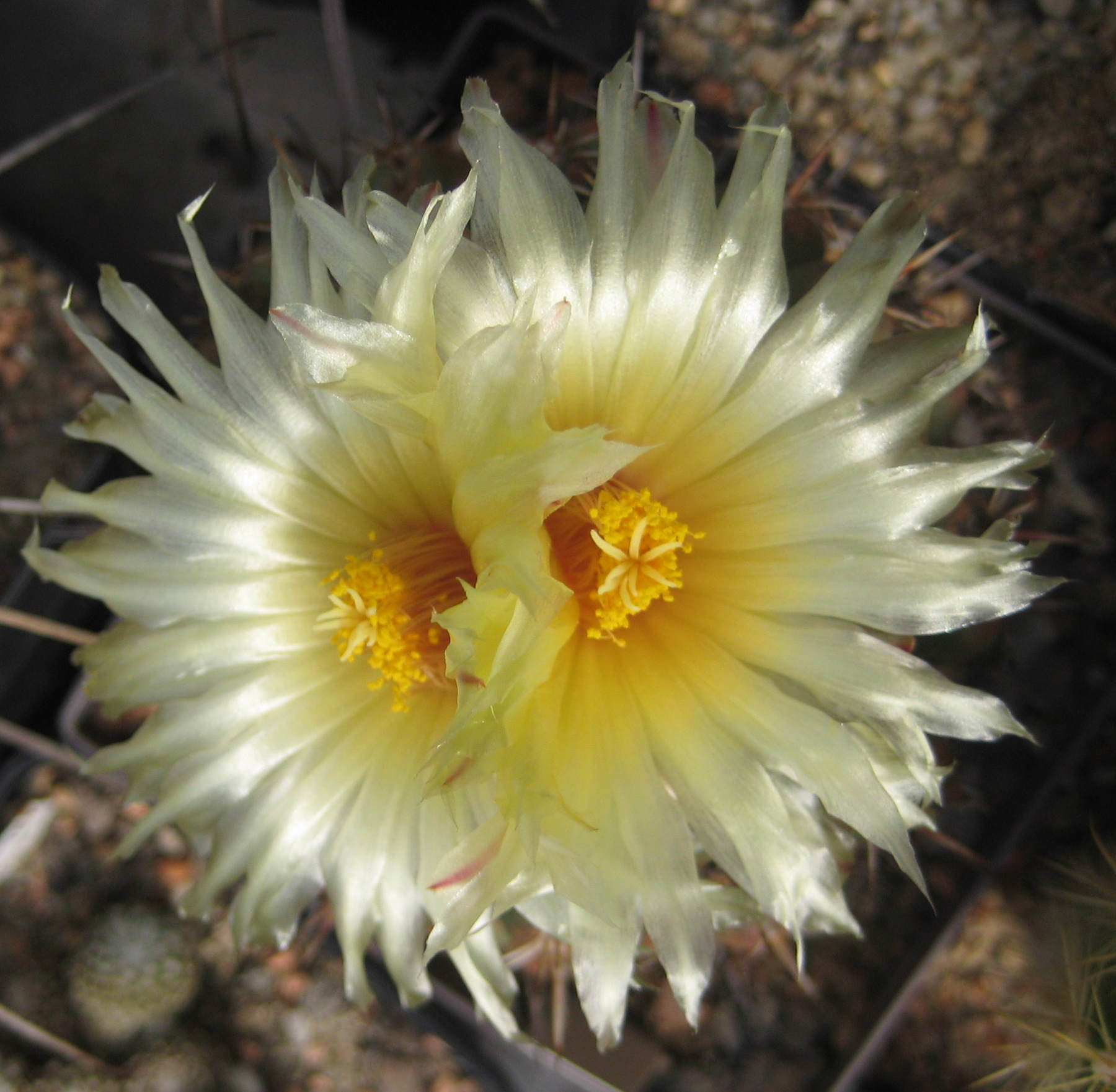